# Stanley Daniels
(en) Statistiques sur pro-football-reference
Stanley Saniels II (né le 30 novembre 1984 à San Diego) est un joueur américain de football américain évoluant au poste de offensive guard.

## Carrière

### Université
Avant d'entrer à l'université, Daniels fait ses études dans un lycée privée de San Diego, la Marian Catholic High School. Lors de son passage à l'université de Washington, il joue 24 des 36 matchs de l'équipe des Huskies.

### Professionnel
Le draft de la NFL de 2007 ne permet pas à Daniels d'intégrer une équipe mais il signe comme agent libre le 1er mai avec les Rams de Saint-Louis. Il joue dans les camp d'entraînement lors de la pré-saison 2007 et est libéré le 23 juin 2007.
Le 13 août 2007, il signe avec les Jets de New York mais il n'est pas gardé et « coupé » trois jours plus tard. Il re-signe avec les Jets le 9 janvier 2008 avant d'être libéré le 30 août avant de signer le lendemain un nouveau contrat de 10 jours mais il signe une quatrième fois avec les Jets le 15 septembre. Il fait une saison vierge, étant dans la réserve de l'équipe.
Le 5 septembre 2009, il est libéré par New York. Il signe avec les Packers de Green Bay le 28 septembre et fait partie de l'équipe réserve jusqu'au 27 octobre avant d'être libéré. Le 11 novembre, il revient dans l'équipe d'entraînement des Packers, il est libéré le 12 mai 2010.
Contacté par les Broncos de Denver, il signe en faveur de la franchise jouant les quatre premiers matchs de la saison. Il rate cinq matchs à cause de blessure. Le 22 décembre, il est définitivement intégré à l'équipe active.